# Jim Borgman
James Mark Borgman (24 febbraio 1954) è un fumettista statunitense.
È noto per i suoi cartoni politici e per la sua famosissima striscia a fumetti Zits.

## Biografia
Borgman è nato a Cincinnati, Ohio dai gentiori James e Marian Borgman, dove ha cominciato la sua carriera nel giornalismo come studente alla Elder High School. Poi frequentò il Kenyon College e si laureò nel 1976.
Borgman incontrò la sua prima moglie Lynn Goodwin durante il college in una classe chiamata "Jesus and the Gospels". Ebbero due figli che chiamarono Dylan e Chelsea. Ma Lynn morì nel 1999 per una complicazione in seguito da un intervento per rendere minore il dolore cronico al collo e il dolore alla spalla.  Dopo poco, Borgman si risposò con Suzanne Soled, una psicologa educativa e professoressa alla Università Northern Kentucky.

## Carriera
Al Kenyon College, Borgman disegnò fumetti editoriali per il Kenyon Collegian.
Dal 1980, i suoi fumetti editoriali sono stati nazionalmente pubblicati, al principio da King Features Syndicate. Nel 2007, l'Universal Press Syndicate decise di prendere in mano il commercio di questi fumetti.

## Comic strip series

### Wonk City
Il suo lavoro ha incluso la striscia comica settimanale "Wonk City," che durò dal 1994 al 1996 sulle pagine editoriali di The Washington Post.  Un surreale finto documentario sulla vita privata degli Stati Uniti la presidenza di Bill Clinton, molte vignette presentavano un gatto coinvolto nei "dietro le quinte" della politica americana.

### Zits
Durante le vacanze a Sedona in Arizona, Borgman conobbe un suo futuro amico fumettista, Jerry Scott.  Scott  ebbe l'idea di una striscia a fumetti su un teenager chiamata Zits. Debuttò nel 1997 con Scott che scriveva i testi e Borgman che disegnava.
"Zits" è syndicated in più di 1499 giornali in tutto il mondo ed è tradotto in otto lingue.

## Premi
Nel 1991, quando Borgman aveva 37 anni, ha vinto il Premio Pulitzer. Vinse con Scott anche il premio per fumetti editoriali National Cartoonist Society nel 1986, nel 1987, nel 1988, nel 1994, e nel 2006, per la loro striscia a fumetti per giornali nel 1997, nel 1998 e nel 1999 (Zits), ed il Reuben Award nel 1993. Borgman lo vinse anche nel 2006.